# メガネカスベ
メガネカスベ（眼鏡糟倍、学名: Beringraja pulchra）はガンギエイ目に属するエイの一種。マカスベと呼ばれることもある。あるいは単にカスベ、カスペとも呼ばれる。沿岸海域に生息し、日本や韓国、中国沿岸などの北西太平洋に生息する。最大で体盤の幅が1.12メートルにまで達し、幅広の胸鰭が菱形となり、吻は長い。吻の上下にのみ棘があること、両胸鰭に暗い円状の斑点が見られることなどが特徴である。
エビや頭足類、硬骨魚、カニなどを捕食する肉食魚である。卵生であり、メスはほとんど一年中卵殻に包まれた卵を産む。1つの卵殻からは複数の（最大で5匹）子が生まれ、これはガンギエイの中でも同属のB. binoculata (big skate) と本種にのみ見られる特徴である。韓国と日本においては食用に価値がある。漁獲量は生息域全域において多く、個体数は1980年代から比べるとかなり減っている。そのためIUCNは本種の保全状態評価を絶滅危惧種(EN)としている。

## 分類
ガンギエイ目ガンギエイ科のメガネカスベ属(Beringraja)に属する。
本種は、1932年に魚類学者のLiu Fah-Hsuenによって初記載された。現在ではその時のタイプ標本は失われている。

## 分布
北西太平洋の温帯域、具体的にはオホーツク海から日本海、黄海、渤海、そして東シナ海の台湾以北でみられる。1980年代の記録によれば、韓国の黒山島や甕津郡の島々、そして日本の北海道では非常に個体数が多かったようである。本種は底棲性で、ふつう沿岸部の浅い海域で生活する。オホーツク海では水深5-30メートルから、黄海では水深5-15メートルから発見されている。ただし、最も深くて水深120 mの地点からも記録がある。
日本においても、オホーツク海から東シナ海まで広くみられ、特に水深50-100メートルほどの砂泥海底によく生息する。

## 形態
最大で体盤幅1.12メートルに達した記録がある。胸鰭は菱形で盤状になり、先細りしている長い吻まで続いている。両腹鰭の後部縁にはくぼみが1箇所ある。尾部には左右両側に起伏が走り、端近くに2つの小さな背鰭がある。尾鰭は退化し、尾部側面の起伏よりも小さい程度の起伏としてみられるのみである。体盤背面の中央にはよく発達した棘が1本ある。雄は腹鰭が変化してできた1対の棒状の交尾器を持ち、雌雄の判別は容易である。吻の背側と腹側は小さな棘に覆われているが、同属のBeringraja binoculataとは異なり体の後方部には広がっていない。体色は上部は褐色で、下部はそれより明るい色となっている。若い個体では体盤に1対の暗い円状の斑点が見られるが、これは成長に伴って色あせたり、明るさを増したりする。加えて、成長にともない体盤上部表面の網目模様がより暗くなっていく。

## 生態
本種は主にエビや頭足類、硬骨魚類、カニなどを捕食する。黄海での調査ではエビの仲間のエビジャコ(Crangon affinis)が他と比べ飛び抜けて重要な捕食対象であったが、他にサルエビ(Trachypenaeus curvirostris)やイカナゴ (Ammodytes personatus)も大きな割合を占めていた。尾の両側皮下部には紡錘状の発電器官が1対ある。それぞれは円盤状の細胞から構成されており、弱い電場を作り出している。本種はこの電場をコミュニケーションに用いている可能性がある。
同科の他種と同様に、本種は卵生である。産卵はほぼ一年中起こるが、4月から6月にかけて、そして11月から12月にかけてピークとなり、真夏には行われない。メスは1年に98個から556個の卵を産む（平均は240個）。卵は普通平らな砂地や泥地に産み落とされる。北海道の沖では、ホタテの養殖に使うカゴの中に産みつけられることがよくある。卵殻は長方形で、大きさは縦14-18.8センチメートル、横7-9.4センチメートルである。四隅には角状の突起があるほか、長辺はへこんで糸巻き状の外見をなす。その形状から、日本では本種の卵殻を「たこのまくら」とか「カスベのたばこ入れ」と呼ぶことがある。卵殻にはふつう複数の胚が入っており、最大で5匹入っていることもある。卵殻の中にふつうに複数の胚が入るのは、ガンギエイの中でも同属のR. binoculataと本種だけである。卵殻から出てきた子は全長9.5センチメートルほどである。性成熟にはオスで体盤幅47.3センチメートルほど、メスで体盤幅68.5センチメートルほどまで達する。

## 人間との関係

### 利用
韓国と日本では食用魚として、商業的にも非常に重要な種である。韓国ではガンギエイ（洪魚：홍어：ホンオ）の中でも最もよく消費される種であり、市場でも最も高価な魚のひとつである（1キログラムあたり10-30$、2009年時点）。しばしば結婚を祝う場で食される。本種を対象にした刺し網漁が存在するほか、ヒラメを狙った刺し網漁で混獲されることもある。日本では北海道で本種を対象にした漁業が行われ、1キログラムあたり5$程度（2009年時点）で販売されている。中国では特に本種が漁業の対象となることはないが、混獲によって漁獲されることがある。
北海道ではメガネカスベを専門に狙った「かすべ刺し網漁業」が留萌・宗谷地方の日本海側で行なわれている。ひれの部分が食用となり、漁獲された後まずこのひれの部分を切り取り皮を剥いでから出荷される。煮つけや味噌漬け、から揚げなどで食され、練り製品にも加工されることがある。

### 保全状態
国際自然保護連合 (IUCN) は保全状態について危急(VN)と評価している。韓国による1991年から1993年までの年間漁獲量の平均は2,700トンであったが、2001年から2003年までの平均については220トンにとどまり、10年で個体数が90%減ったことを示唆している。日本の漁師も近年個体数の減少を報告している。ただし、中国の沖の海域ではメガネカスベに限らず魚類のどの種についても、乱獲や生息地の破壊によって個体数が減っている。生息域全体でのメガネカスベの個体数は1980年代から30%以上減ったと推定されており、実際には保全状態評価は1ランク上の絶滅危惧(EN) とするのが妥当である可能性もある。本種に対する保護や管理の施作は公的にはとられていない。北海道では操業禁止海域と漁期（4月25日から3月31日まで）が定められている。